# الرجل الأول (رواية)
الرجل الأول (بالفرنسية: Le Premier homme) هي رواية ألبير كامو الأخيرة غير المكتملة.

## المخطوطة
في 4 يناير 1960، عن عمر يناهز السادسة والأربعين، توفي كامو في حادث سير. عثر على المخطوطة غير المكتملة للرواية، وهي رواية سيرة ذاتية التي كان كامو يعمل عليها وقت وفاته، في موقع الحادث. قامت ابنة كامو، كاثرين كامو، بنسخ المخطوطة المكتوبة بخط اليد على آلة الطباعة، ونشر الكتاب في عام 1994. كان كاثرين كامو تأمل أن تكون تحفة فنية واتفق بعض النقاد مع وجهة نظرها، حتى في حالتها غير المكتملة - مشيرين إلى حد كبير إلى القوة البدنية وعلم النفس غير المقيد في مرحلة الطفولة باعتبارهما محذوفين من تحفظ روايات كامو الأخرى.

## الملخص
تأخذ الرواية جاك كورميري منذ ولادته وحتى السنوات التي قضاها في المدرسة الثانوية في الجزائر العاصمة. في خروج عن الثقل الفكري والفلسفي لأعماله السابقة، وهي رواية عن أشياء أساسية وجوهرية: الطفولة، أيام الدراسة، حياة الجسد، قوة الشمس والبحر، حب الابن المؤلم لأمه، البحث عن الأب الضائع. ولكنه يدور أيضًا حول تاريخ شعب مستعمر في منطقة أفريقية شاسعة، وحول العلاقة المعقدة بين الدولة "الأم" ومستعمريها، وحول الآثار الحميمة للحرب وكذلك الثورة السياسية.

## الشخصيات
- جاك كورميري – بطل الرواية الرئيسي. لقد نشأ في منزل فقير.
- كاثرين كورميري - والدة جاك، وهي "أمية وصماء إلى حد كبير". جاك يحبها ويزورها في مرحلة البلوغ.
- بيير - صديق طفولة جاك الذي أكمل دراسته الابتدائية.[4]

جاك كورتيم يمثل البحث عن الهوية والذات في عالم متغير ومُعقد، وهو رمز الإنسان الذي يسعى لفهم أصوله وجذوره من أجل تأسيس وجوده الخاص. من خلال رحلته الشخصية، تعكس شخصيته فلسفة كامو حول الانتماء، المنفى، والبحث المستمر عن المعنى وسط العبث.
الأم كاترين ترمز إلى الصمود البشري والكرامة في وجه المعاناة، فهي تمثل الجذر الحسي والعاطفي للإنسان، بعيدًا عن الفلسفات المعقدة، تعبيرًا عن الحب غير المشروط والتضحية الصامتة. وجودها يذكّر بأن الإنسان ليس فقط فكرة بل كائن يشعر ويصمد.

##### الجدةتمثلالتقاليد والصرامة الاجتماعية، وهي قوة النظام الذي يفرض حدودًا وضوابط على الفرد، ما يعكس الصراع بين الحرية الشخصية والقيود الاجتماعية التي يواجهها الإنسان في سعيه للتمرد والتحرر.
- المعلم برنار يرمز إلى الوعي والتعليم كطريق للتحرر، هو صوت العقل والمنطق الذي يدفع الشخصية الرئيسية نحو النمو الفكري ويمنحها أدوات مواجهة واقعها، مما يعكس إيمان كامو بالقيمة الإنسانية للتعليم في تحرير الإنسان من الجهل والظلم.  الأب الغائب يحمل رمز الغموض والغياب المؤثر في تكوين الهوية، وهو يشير إلى فقدان الأصول والذاكرة التي تجعل من البحث عن الذات مهمة معقدة ومحفوفة بالأسئلة الوجودية.  أصدقاء الطفولة يجسدون البساطة والبراءة الإنسانية التي تتعرض لاختبارات الحياة، وهم تذكير بأن الحياة تتشكل من لحظات صغيرة من الفرح واللعب، حتى وسط الظروف القاسية.

## الاهمية الادبية
النص يُعتبر أقرب إلى وصية فكرية وروحية لألبير كامو، إذ يجمع بين البعد الإنساني العميق والتأملات الفلسفية ذات الطابع الشخصي، إلى جانب البعد السياسي والاجتماعي المرتبط بسياق الجزائر الاستعمارية. وعلى خلاف أعماله السابقة مثل الغريب أو الطاعون، حيث يغلب الطابع الرمزي والفلسفي المجرد، يتسم أسلوب "الرجل الأول" بقدر كبير من البساطة والدفء العاطفي، ما يمنحه طابعًا اعترافيًا وحميميًا.
من خلال هذا العمل، يقدم كامو رؤية صادقة عن المنفى الداخلي الذي عاشه، بوصفه "أوروبيًا فقيرًا في الجزائر"، على هامش المجتمعين: مجتمع المستعمرين الأثرياء، والمجتمع الجزائري الأصلي. يلتقط النص تفاصيل الحياة اليومية، والتعليم، والفقر، وعلاقة الإنسان بجذوره، بأسلوب واقعي يفيض بالشعرية. كما يعكس جانبًا من فلسفته الإنسانية التي تضع الكرامة والرحمة في صميم التجربة البشرية، بعيدًا عن التنظير الأيديولوجي أو الانحياز السياسي الصارم.
هذه الخصائص جعلت "الرجل الأول" نصًا فريدًا في إرث كامو، لأنه لا يقدّم فقط صورة الكاتب الفيلسوف، بل يكشف عن الإنسان الذي خلفه، بكل هشاشته وذكرياته وانكساراته، مما أضفى على العمل قيمة أدبية وتاريخية لا تقل عن قيمته الفكرية.

## فيلم
أقتبس عن الرواية فيلم من إخراج جياني أميليو وبطولة جاك غامبلين، عرض في عام 2011.